# 新会书院
新会书院，位于中国广东省江门市新会区会城街道惠民西路，現新會第一中學校園內，为新会区文物保护单位，类型为近现代重要史迹及代表性建筑，公布时间为1995年。
新会书院的历史年代为民国。